# Сухобок, Сергей Анатольевич
Серге́й Анато́льевич Сухобо́к (укр. Сергій Анатолійович Сухобок; 3 июня 1964, Павлодар, КазССР, СССР — 13 апреля 2015, Киев, Украина) — украинский журналист и предприниматель, основатель газеты «Отражение» и соучредитель интернет-изданий «ProUA» и «Обком».

## Биография

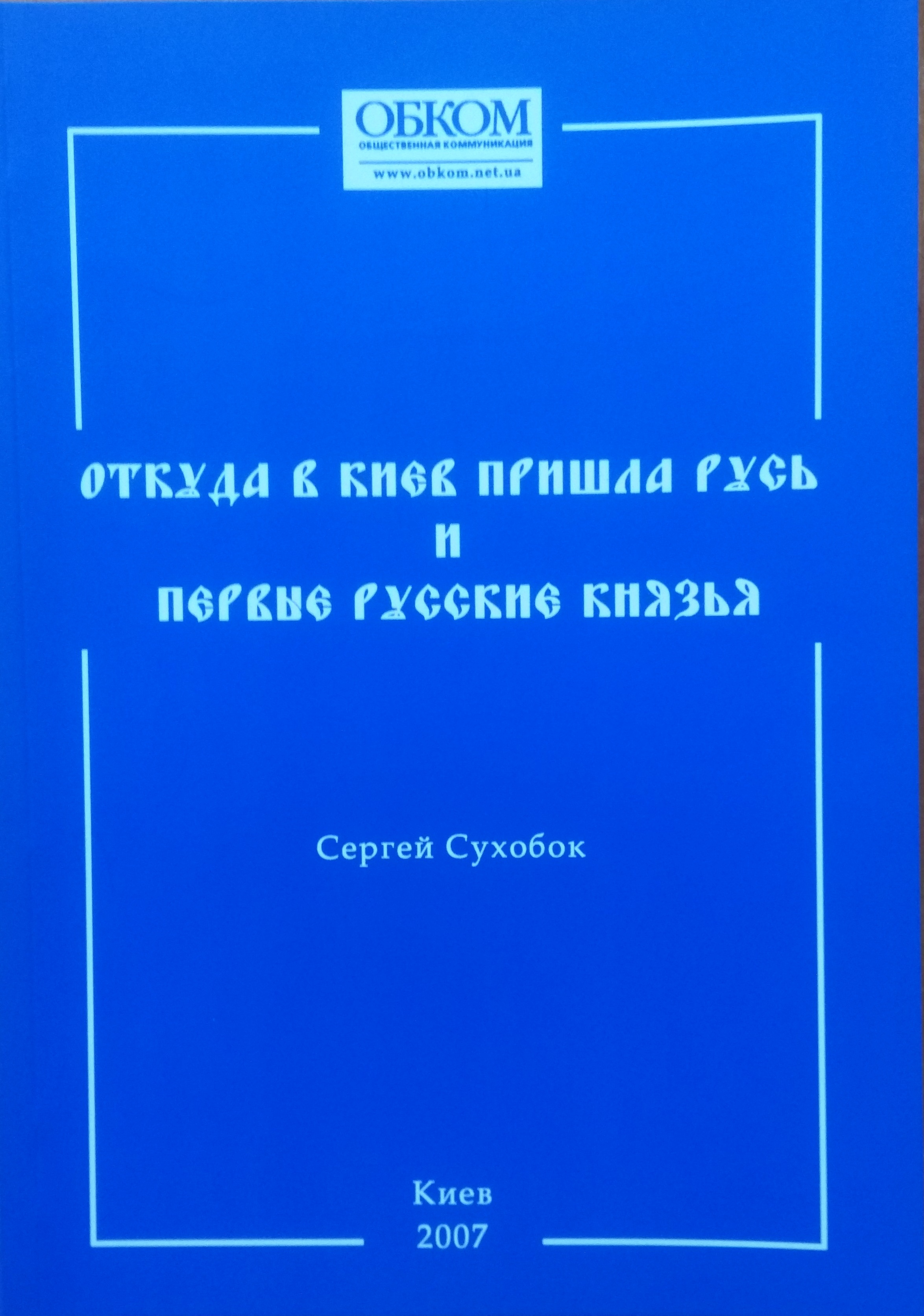

Сергей Анатольевич Сухобок родился 3 июня 1964 года в городе Павлодар (Казахстан) в семье украинцев, выходцев с Черниговщины. После окончания школы уехал в Украину и поступил в Донецкий политехнический институт.
Хотя Сергей Сухобок и родился в Казахстане, всю жизнь был патриотом Украины.
Знакомые и друзья отмечают, что Сергей обладал аналитическим складом ума, эрудированностью, обостренным чувством справедливости, нестандартным взглядом на события, иронией и здоровым чувством юмора, которые и повлияли на его жизнь и деятельность.
За долгие годы работы в журналистике Сергей написал много материалов как общественно-политической, правовой, социальной направленности, так и экономической, которые размещались на страницах многих изданий.
В 80-х годах занимался общественно-политической деятельностью, а в 89-м стал делегатом от Донецка на учредительной конференции партии "Рух" (полное название «Народный Рух Украины за перестройку»). Был лично знаком с руководителем партии Вячеславом Максимовичем Чорноволом.
Весной того же 1989 года Сергей принимает активное участие в раскопках вместе со студентами исторического факультета Донецкого университета на Рутченковском поле в Донецке, где обнаружили массовое захоронение останков более 500 человек с простреленными черепами. После проведенных исследований было установлено, что на месте раскопок похоронены жертвы репрессий 1930-1940-х годов.
В это время Сергей начинает заниматься журналистикой, печатает свою первую бумажную газету «Отражение». Но просуществовала она недолго: после первого разгромного номера весь второй тираж был уничтожен (по настоятельной просьбе инвестора). Пачки напечатанной газеты просто сожгли.
С конца 1989 и до середины 1991 года Сергей Сухобок работает в редакции новой газеты «Жизнь».
В середине 90-х начал работу в еженедельнике «ФБР: Финансы. Бизнес. Реклама» (издание печаталось в Донецкой и Луганской областях).
Параллельно со своей основной работой Сергей настойчиво работает над книгой "Откуда в Киев пришла Русь и первые русские князья". Она будет дополнена и опубликована в 2007 году тиражом в 1500 экземпляров. Часть из них была бесплатно передана в киевские библиотеки, в том числе и в Публичную библиотеку им. Леси Украинки.
С 1998 года - обозреватель, заместитель главного редактора еженедельника «Деловой Донбасс».
В феврале 2000 г. едет в столицу и становится одним из основателей и заместителем главного редактора интернет-издания "ProUA", которое просуществовало до весны 2001 года.
С сентября 2001-2009 гг. - один из основателей и менеджеров, соредактор интернет-издания «Обком», как первого, так и второго.
Первый «Обком» был уничтожен в феврале 2002 г. налоговой службой, которая незаконным образом изъяла (а фактически, украла) все компьютеры и документы редакции. После этого Сухобок еще долго добивался правды в судах и искал пути возобновления работы сайта. И это случилось - второй «Обком» начал возрождаться уже с октября 2002 г.
2009-2010 гг. - становится заместителем главного редактора интернет-издания ProUA.
С 2010 г. - работал фрилансером.

### Убийство
Об убийстве стало известно 15 апреля 2015 г., об этом одним из первых сообщило интернет-издание «Обком», соучредителем которого был Сухобок.
Его окровавленное тело было найдено 13 апреля, примерно в 00 ч. 54 мин. на одной из улиц города Киева микрорайона Русановские сады. Врачи, прибывшие на место происшествия, не смогли спасти жизнь Сергея, он умер во время оказания первой медицинской помощи.
В ходе следствия правоохранители выяснили, что жертвой преступления стал известный донецкий журналист Сергей Анатольевич Сухобок. Он некоторое время проживал на даче у своего товарища, и последние несколько месяцев конфликтовал со своими соседями. В ночь с 12 на 13 апреля 2015 г. двое мужчин 1993 г.р. и 1985 г.р. в состоянии алкогольного опьянения пришли в дом журналиста, произошла ссора между Сергеем Сухобоком и незваными гостями, которая вскоре переросла в драку. 
Подозреваемые были обнаружены по своему месту жительства. Правоохранителями изъята одежда с бурыми пятнами, как возможные доказательства. Самих мужчин задержали. Следственным отделом Днепровского районного управления было начато уголовное производство по статье 121 Уголовного кодекса Украины (умышленное тяжкое телесное повреждение), которая предусматривает до 8 лет лишения свободы.
Тело журналиста для погребения, запланированного на 17 апреля 2015 года, перевезли из Киева в Полтаву, где проживают его родные.